# Thomas C. Gilchrist

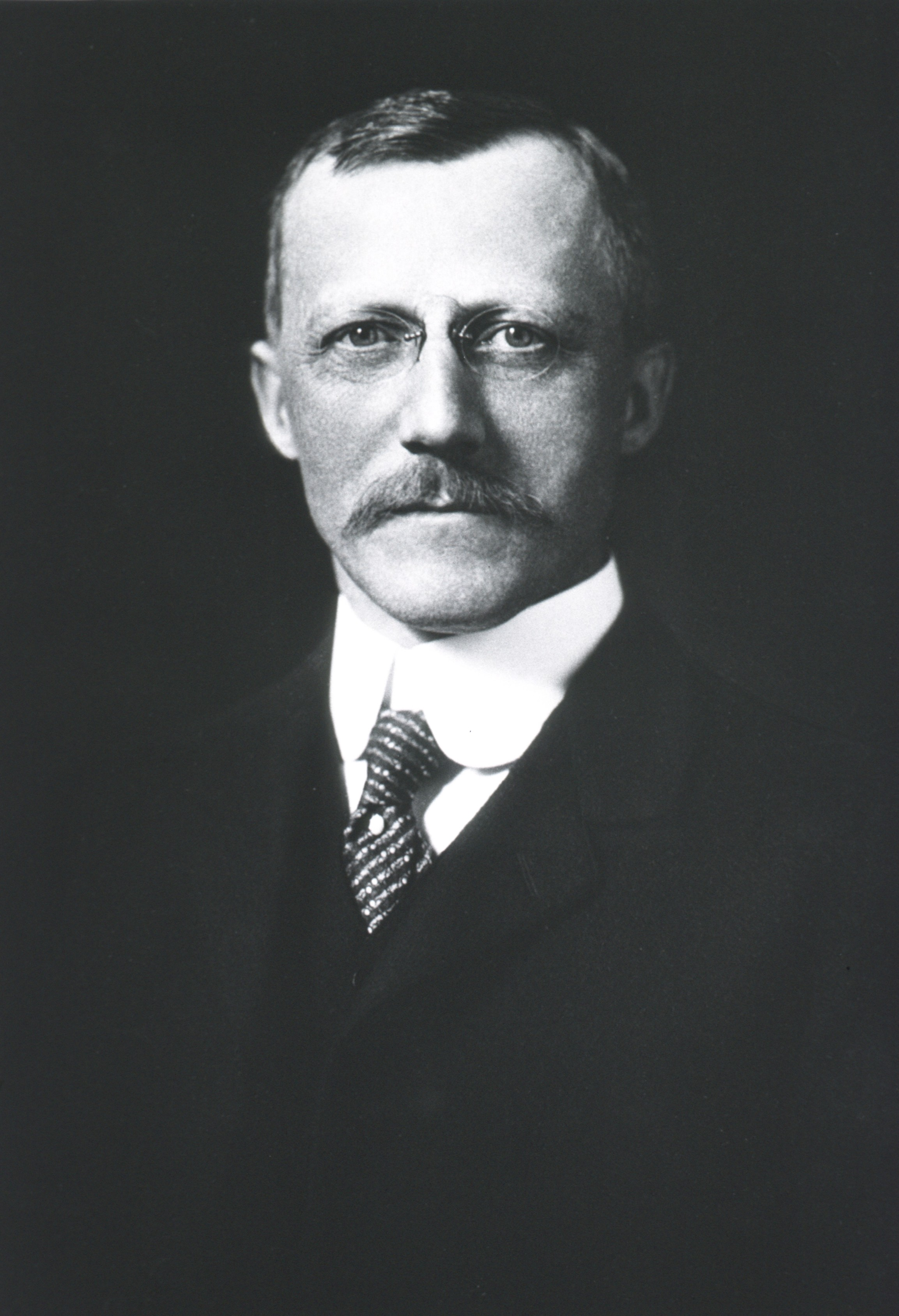
Thomas C. Gilchrist, Dermatologe, 1915

Thomas Casper Gilchrist (* 15. Juni 1862 in Crewe, Cheshire, England; † 14. November 1927) war ein US-amerikanischer Dermatologe.

## Biographie
Thomas Caspar Gilchrist studierte Medizin am Manchester Royal Infirmary, England. Im Jahre 1890 ging er nach Nordamerika und war ab 1897 Professor der Dermatologie an der University of Maryland, College Park. In derselben Position wechselte er 1898 zum Johns Hopkins Hospital, Baltimore. 1907 verlieh ihm die University of Maryland den Ehrendoktor. Er war 1909 Präsident der American Dermatology Association.
Thomas C. Gilchrist veröffentlichte ausführlich in seinen Spezialgebieten Acne vulgaris, Erysipeloid, Experimentelle Erforschung der Nesselsucht, Radiodermatitis, Porokeratose, Sarkome der Haut und Atrophie. 1896 beschrieb er erstmals die Blastomykose, eine Pilzinfektion der Haut und der Lungen, die durch dimorphe Pilze ausgelöst wird. Sie wird nach ihm auch als Gilchrist disease  (Gilchristsche Krankheit), Gilchrist-(Rixford)-Krankheit oder Morbus Gilchrist benannt.
Siehe auch:
- Blastomykose, eine Pilzinfektion der Haut und der Lungen.
- Gilchristverband, ein Verband bei Verletzungen des Schulter- und Oberarmbereichs.